# Tuyên Hóa
Tuyên Hóa är ett administrativt område i den vietnamesiska provinsen Quang Binh. Totalt har området ett invånarantal på 76 100 (2007) och en area på 1149,4 km². Phong Nha-Ke Bang nationalpark ligger i distrikten Bo Trach och Tuyen Hoa.